# Stefan Pollatschek

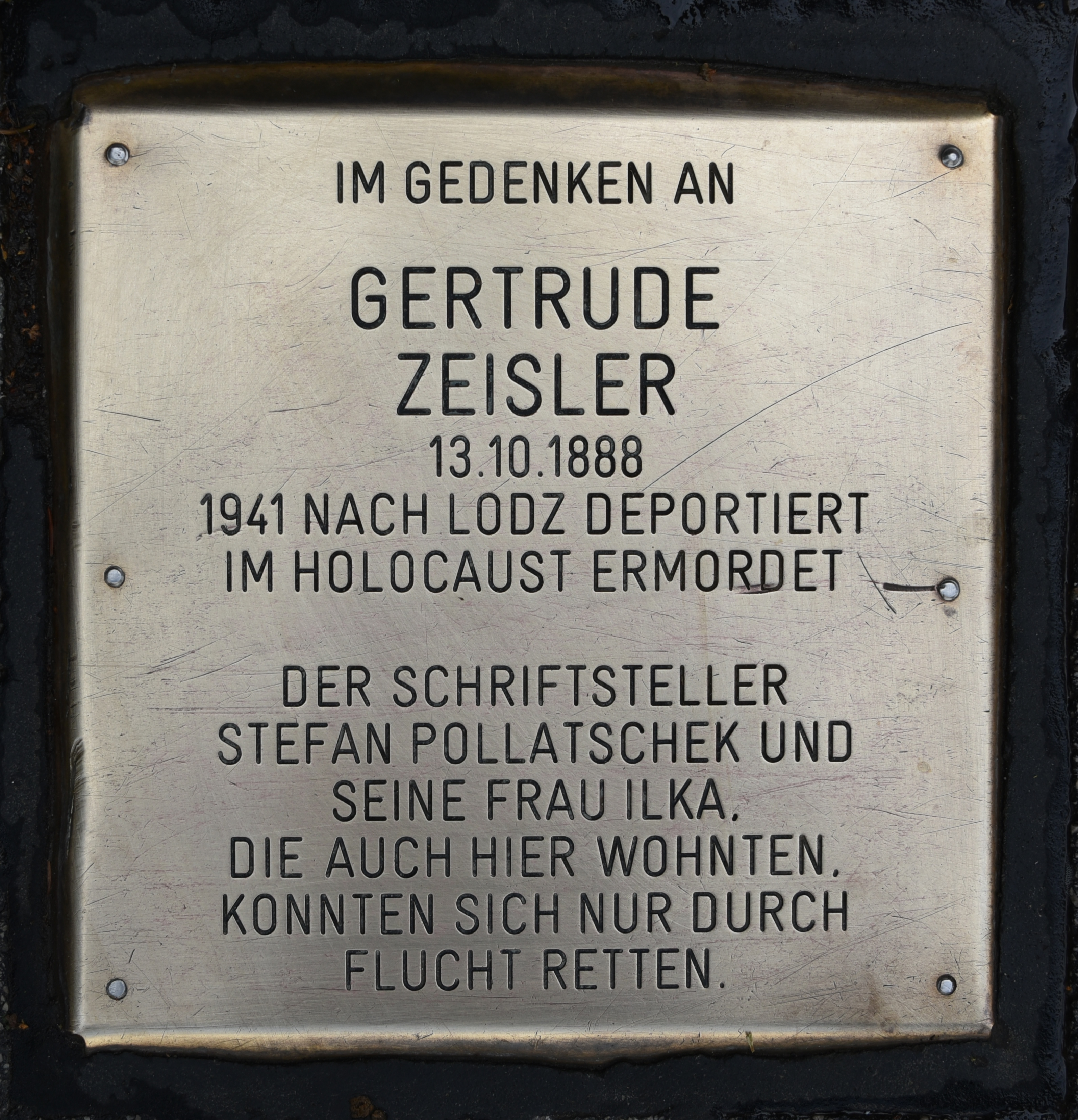
Erinnerungsstein für Gertrude Zeisler, auch Stefan Pollatscheks und seiner Frau Ilka wird hier gedacht

Stefan Pollatschek (17. Juni 1890 in Wien, Österreich-Ungarn – 17. November 1942 in Epsom) war ein österreichischer Schriftsteller und Journalist.

## Leben
Der aus jüdischem Elternhaus stammende Pollatschek arbeitete zunächst in einem kaufmännischen Beruf. Er wurde Sozialdemokrat und 1933 Mitglied der Vereinigung sozialistischer Schriftsteller, die jedoch im folgenden Jahr vom austrofaschistischen Regime aufgelöst wurde.
Drei Monate nach dem Anschluss Österreichs an das Deutsche Reich 1938 flüchtete Pollatschek mit seiner Familie in die Tschechoslowakei und von dort nach Großbritannien.
Seine Korrespondenz und seine persönlichen Aufzeichnungen galten bis 2015 als verloren. Der äußere Lebensgang des Schriftstellers war bis dahin vor allem durch das Zeugnis seiner Tochter, der Schriftstellerin Gerda Hoffer (1921–2012), die sich 1978 in Israel niederließ, einigermaßen rekonstruierbar. Gerda Hoffer verstarb 2012 und hinterließ dem Archiv der Theodor-Kramer-Gesellschaft mit ihrem Nachlass nicht nur ihre Aufzeichnungen, Korrespondenzen etc., sondern auch jene ihres Vaters.
Der als Hauptwerk geltende Roman Dr. Ascher und seine Väter, entstand 1939–42, wurde erst im Jahr 2004 aus dem Nachlass herausgegeben, mit einem Nachwort der Tochter Gerda Hoffer.

## Werke
- Dr. med. Berghof ordiniert 2-4 h. Wien 1931.
- Schicksal Maschine. Wien 1932.
- Der Maler Rudolf Rapaport. Das Überwirkliche im Porträt. Wien 1933.
- John Law. Roman der Banknote. Wien 1936.
- Flammen und Farben. Das Leben des Malers van Gogh. Wien 1937.
- Dozent Müller. Die Tragödie eines Wiener Arztes. Wien 1948.
- Doktor Ascher und seine Väter. Historischer Roman. Mandelbaum Verlag, Wien 2004, ISBN 3-85476-129-5.
- Pest. Die Tragödie eines Wiener Arztes (Band 34) Wien: Verlag der Theodor Kramer Gesellschaft 2020, ISBN 978-3-901602-88-7.